# Revolution Muslim
 (avril 2011).
Si vous disposez d'ouvrages ou d'articles de référence ou si vous connaissez des sites web de qualité traitant du thème abordé ici, merci de compléter l'article en donnant les références utiles à sa vérifiabilité et en les liant à la section « Notes et références ».
Revolution Muslim est un groupe islamiste basé à New York, revendiquant l'instauration d'un État musulman, la destitution des dirigeants des pays musulmans, la destruction d'Israël et la fin de ce qu'ils appellent l'« impérialisme occidental ». Ils soutiennent Al-Qaïda et d'autres organisations terroristes.
Ils s'exprimaient sur leur site internet avant sa fermeture, et mènent ou ont mené des prêches dans les rues et dans la ville, la plupart du temps à l'extérieur du Centre culturel islamique de New York.

## Moyens d'action
En plus de leur site internet, ce groupe distribue de la littérature anti-israélienne devant les mosquées. La direction de la mosquée a appelé plusieurs fois la police à cause de ce groupe, mais n'a pas porté plainte pour violence. La loi américaine surveille ce groupe, mais les États-Unis considèrent ses activités comme correspondant au Premier amendement.
En 2010, les fondateurs de Revolution Muslim ont posté une déclaration d'Anwar al-Awlaki, relative aux pirates de l'air du Onze Septembre, au tireur de Fort Hood, et au poseur de bombes de Noël 2009. Ils ont ensuite déclaré: « L'Amérique ne peut pas gagner, elle ne gagnera pas. La chance a tourné et il n'y a pas de retour en arrière du Jihad »

## Regards extérieurs
Mia Bloom (en), professeur de sciences au centre universitaire international de l'Université d'État de Pennsylvanie pour l'étude du terrorisme, estime que Revolution Muslim peut avoir l'air d'un groupe d'amateurs si on le compare à d'autres sites islamistes, mais reste cependant une menace. « Il peut radicaliser les gens en se référant à des sites plus dangereux tels que ceux dirigés par des organisations terroristes », dit-elle, décrivant leur message comme « étroit et mal renseigné »[réf. nécessaire].
Ibrahim Hooper (en), porte-parole du Conseil des relations américano-musulmanes (en) a déclaré concernant le groupe Revolution Muslim : « c'est un groupe extrémiste qui n'a absolument aucune crédibilité au sein de la communauté musulmane. En fait, beaucoup de musulmans pensent qu'il n'existe que pour donner une mauvaise image des musulmans. Nous avons de gros soupçons : ils disent des choses si outrageantes, si irresponsable que ce serait presque comme s'ils voulaient faire du mal à l'islam ».

### Jihad Jane
Colleen LaRose, terroriste potentielle également connue sous le pseudonyme de Jihad Jane, suivait régulièrement le site internet Revolution Muslim[réf. nécessaire].

## South Park
Le groupe Revolution Muslim a protesté vivement contre l'épisode 200 de la série South Park, sous prétexte qu'il montre ce qu'on pense être Mahomet habillé dans un costume de mascotte d'ours (l'épisode suivant révèle qu'il s'agissait en fait du Père Noël), ce qui est décrit comme insultant. La menace fut postée par Abu Talhah al-Amrikee (né Zachary Adam Chesser), l'un des leaders de l'organisation.
Le 1er mai 2010, la police de New York découvrit une voiture piégée au 1, Astor Plaza, siège social de la chaîne Comedy Central : l'attentat avait échoué[réf. nécessaire].

## Arrestations
L'été 2010 a été l'occasion d'un certain nombre d'arrestations de membres présumés du groupe, tels que Zach Chesser et sa femme, Paul Rockwood et sa femme, M. et Mme Mohamed Alessa, Mustafa Naushad, etc. Jesse Morton, autre membre du groupe, est recherché.

D'anciens membres de l'organisation, Youssef al Khattab (né Joseph Leonard Cohen) et Abdoullah Ali Zulfiqar, regrettent les arrestations de beaucoup des membres du groupe basé en Angleterre Al Muhajiroon dirigé par Omar Bakri Muhammad,. Abdullah Ali Zulfiqar évoque sur son blog ce qu'il décrit comme étant une attaque de Revolution Muslim : 

« De ce que j'en sais, aucun des membres de Revolution Muslim n'est américain. La majorité de ces membres et blogueurs viennent du Royaume-Uni et sont affiliés à l'organisation Al Muhajiroon et ses nombreux groupuscules [...]. Les raisons pour lesquelles je quitte Revolution Muslim sont nombreuses, mais ce problème en est l'une des principales [...]. J'ai vu ce qui était à l'origine un espoir pour les musulmans d'Amérique de se lever et de s'exprimer contre l'injustice devenir un autre de ces mouvements fascistes utilisant l'islam comme prétexte pour que de plus en plus de jeunes musulmans suivent un auto-proclamé savant dans une route de haine et d'action contre-révolutionnaires qui ne feraient qu'augmenter la souffrance et la persécutions des musulmans vivant dans les pays occidentaux[réf. nécessaire]. »

### Suites
Le site internet de Revolution Muslim a été fermé en septembre 2010.